# 李葉璽
李葉璽（韓語：이잎새，1979年5月4日—），大中華地區常誤譯為李玲詩，韓國女演員。與圈外男友交往兩年後，2020年4月26日於首爾龍山區漢南洞某飯店舉行婚禮，婚後仍繼續從事演藝工作。比較知名的作品有在大長今裡的尹令路一角。

## 演出作品

### 電視劇
- 1999年：MBC《許浚》飾 醫女溫池
- 2002年：MBC《男生女生向前走》
- 2003年：MBC《大長今》飾 尹令路
- 2007年：MBC《李祘》飾 楊草非
- 2016年：MBC《獄中花》飾 吳鍾琴

### MV
- 咸素媛《Cross》

## 外部連結
- 李葉璽的Instagram帳戶